# グライコ・フランサ
グライコ・フランサ（Glaico França、1991年2月28日 - ）は、ブラジルの男性総合格闘家。サンタカタリーナ州クリチバノス出身。アストラ・ファイトチーム所属。TUF Brazil 4ライト級王者。元ウェルター級キング・オブ・パンクラシスト。

## 来歴
幼少期から柔道、空手、キックボクシングなどを経験した後、アストラ・ファイトチームに入門して総合格闘技を始め、2012年にプロデビュー。

### TUF Brazil
2015年4月、リアリティ番組『The Ultimate Fighter: Brazil』のシーズン4に参加。イリミネーションマッチでラウシュ・マンフィオに勝利し、マウリシオ・ショーグンがコーチを務める「チーム・ショーグン」に選抜されると、UFCとの契約を懸けたライト級トーナメントの1回戦でニコラス・モッタにリアネイキッドチョークで一本勝ち。続く準決勝でもヨアキム・シウバをリアネイキッドチョークで下し、決勝に進出した。

### UFC
2015年8月1日、UFC 190のTUF Brazil 4ライト級トーナメント決勝でフェルナンド・ブルーノと対戦。3Rにリアネイキッドチョークでタップを奪い、全試合一本勝ちで優勝を果たした。
2016年4月23日、UFC 197でジェームス・ヴィックと対戦し、0-3の判定負け。
2016年9月24日、UFC Fight Night: Cyborg vs. Lansbergでグレゴール・ガレスピーと対戦し、0-3の判定負け。2連敗となり、UFCからリリースされた。

### Aspera FC
UFCを離れた後、階級をウェルター級に上げ、ブラジルのAspera FCに参戦。
2017年11月4日、Aspera FC 58のウェルター級王座決定戦でマルセロ・バレイラと対戦し、1RにTKO勝ちを収め、王座獲得に成功した。

### パンクラス
2018年2月4日、パンクラス初参戦となったPANCRASE 293でウェルター級ランキング4位の手塚裕之と対戦し、2-1の判定勝ち。
2018年7月1日、PANCRASE 297のウェルター級キング・オブ・パンクラス王座決定戦でウェルター級ランキング1位の佐藤天と対戦。3Rにパンチラッシュを受けノックアウト寸前まで追い詰められたものの、4Rにリアネイキッドチョークで逆転勝ちを収め、王座獲得に成功した。

### PFL
2019年、PFLに参戦。レギュラーシーズンでガムザット・ヒラマゴメドフ、サディボウ・シーを下し、ランキング1位でプレーオフに進出したが、準決勝でデビッド・ミショーに0-2の判定負けを喫した。
2019年11月21日、ネバダ州アスレチック・コミッションがフランサからスタノゾロールの陽性反応が検出されたことを発表。フランサは汚染サプリメントによるものであると自身の潔白を訴えている。

## 戦績
| 総合格闘技 戦績 | 総合格闘技 戦績 | 総合格闘技 戦績 | 総合格闘技 戦績 | 総合格闘技 戦績 | 総合格闘技 戦績 | 総合格闘技 戦績 |
| --------------- | --------------- | --------------- | --------------- | --------------- | --------------- | --------------- |
| 28 試合         | (T)KO           | 一本            | 判定            | その他          | 引き分け        | 無効試合        |
| 22 勝           | 10              | 9               | 3               | 0               | 0               | 0               |
| 6 敗            | 0               | 1               | 5               | 0               | 0               | 0               |

| 勝敗 | 対戦相手                                 | 試合結果                       | 大会名                                                            | 開催年月日     |
| ×    | デビッド・ミショー                       | 5分3R終了 判定0-2              | PFL 7: 2019 Season Playoffs 1 【ウェルター級プレーオフ 準決勝】   | 2019年10月11日 |
| ○    | アンドレ・フィアーリョ                   | 5分2R終了 判定2-0              | PFL 7: 2019 Season Playoffs 1 【ウェルター級プレーオフ 準々決勝】 | 2019年10月11日 |
| ○    | サディボウ・シー                         | 3R 4:29 TKO（パウンド）        | PFL 4: 2019 Regular Season                                        | 2019年7月11日  |
| ○    | ガムザット・ヒラマゴメドフ               | 1R 4:06 リアネイキッドチョーク | PFL 1: 2019 Regular Season                                        | 2019年5月9日   |
| ○    | 佐藤天                                   | 4R 1:15 リアネイキッドチョーク | PANCRASE 297 【ウェルター級キング・オブ・パンクラス王座決定戦】   | 2018年7月1日   |
| ○    | 手塚裕之                                 | 5分3R終了 判定2-1              | PANCRASE 293                                                      | 2018年2月4日   |
| ○    | マルセロ・バレイラ                       | 1R 1:36 TKO（パンチ連打）      | Aspera FC 58 【Aspera FCウェルター級王座決定戦】                  | 2017年11月4日  |
| ○    | ジーン・フェリペ・プレステス             | 2R 0:18 TKO（肘打ち）          | Aspera FC 55                                                      | 2017年8月12日  |
| ○    | クレイトン・カエターノ                   | 2R 0:55 TKO（パンチ連打）      | Aspera FC 51                                                      | 2017年5月20日  |
| ○    | ジュリオ・セザル・ビリク                 | 1R 0:50 リアネイキッドチョーク | Aspera FC 49                                                      | 2017年2月18日  |
| ×    | グレゴール・ガレスピー                   | 5分3R終了 判定0-3              | UFC Fight Night: Cyborg vs. Lansberg                              | 2016年9月24日  |
| ×    | ジェームス・ヴィック                     | 5分3R終了 判定0-3              | UFC 197: Jones vs. St. Preux                                      | 2016年4月23日  |
| ○    | フェルナンド・ブルーノ                   | 3R 4:46 リアネイキッドチョーク | UFC 190: Rousey vs. Correia 【ライト級トーナメント 決勝】         | 2015年8月1日   |
| ○    | ウェリントン・ソアレス                   | 1R 1:17 KO（膝蹴り）           | Aspera FC 11                                                      | 2014年8月30日  |
| ○    | ピエーロ・セヴェロ                       | 1R 1:55 アナコンダチョーク     | JVT Championship 6                                                | 2014年5月10日  |
| ×    | ダニエル・レイス                         | 5分3R終了 判定0-3              | CTA Combat 2: Lightweight GP                                      | 2014年3月15日  |
| ○    | ロブソン・エドゥアルド・マシエル         | 1R 1:27 一本                   | CTA Combat 2: Lightweight GP                                      | 2014年3月15日  |
| ○    | イゴール・ソアレス                       | 5分3R終了 判定3-0              | Smash Fight 3: Rising Stars                                       | 2013年12月7日  |
| ○    | ルイス・ギリェルメ・シャットシュナイダー | 1R 1:24 リアネイキッドチョーク | Curitibanos AMG Fight Champion 6                                  | 2013年11月9日  |
| ○    | ペドロ・ルッソ                           | 1R 0:28 KO（パンチ）           | Predador Campos Fight 2                                           | 2013年10月5日  |
| ○    | ジーン・マルコス・バイアク・ナルシソ     | 1R 2:33 リアネイキッドチョーク | Sparta MMA 9: Qualify                                             | 2013年9月15日  |
| ○    | エブソン・フェレイラ・デ・ソウザ         | 2R 3:37 リアネイキッドチョーク | Sparta MMA 8                                                      | 2013年8月24日  |
| ○    | フェルナンド・ソウザ                     | 1R 0:50 KO（パンチ）           | Sparta MMA 7: Let's Do This                                       | 2013年6月15日  |
| ×    | ルイス・フェルナンド・エルベス           | 5分3R終了 判定0-3              | Nocaute Fight Champion                                            | 2013年4月13日  |
| ×    | アンデウソン・ゴンサルベス               | 2R 2:41 アナコンダチョーク     | Nitrix Champion Fight 13                                          | 2013年1月5日   |
| ○    | ジオゴ・カドゥー                         | 2R 4:34 KO（パンチ）           | Blufight MMA: Blufight 3                                          | 2012年10月27日 |
| ○    | エルヴィス・ピットブル                   | 3R 3:01 TKO（パンチ連打）      | Predador Campos Fight                                             | 2012年9月8日   |
| ○    | シャルレス・マリアーノ・アグイダ         | 1R 0:19 TKO（パンチ連打）      | Alto Vale Fight 1                                                 | 2012年5月5日   |

## 獲得タイトル
- The Ultimate Fighter: Brazil 4 ライト級トーナメント 優勝（2015年）
- Aspera FCウェルター級王座（2017年）
- 第12代ウェルター級キング・オブ・パンクラス王座（2018年）

## 表彰
- ルタ・リーブリ 紫帯